# Sevington
Sevington är en ort i civil parish Sevington with Finberry, i distriktet Ashford, i grevskapet Kent, i England. Orten är numera en sydostlig förort till staden Ashford. Byn nämndes i Domedagsboken (Domesday Book) år 1086, och kallades då Seivetone.